# Lézigneux

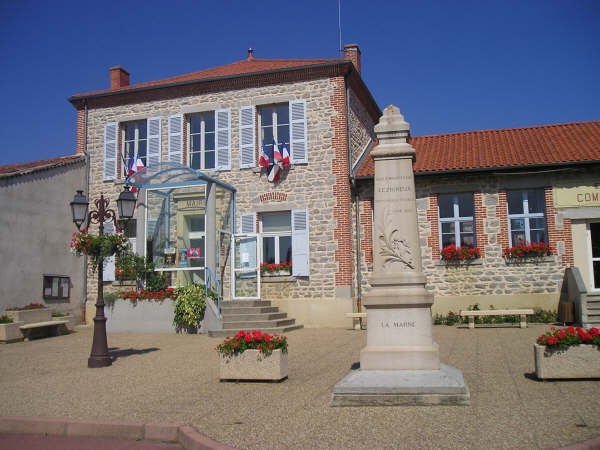
Szkoła i ratusz w Lézigneux, 2005

Lézigneux – miejscowość i gmina we Francji, w regionie Owernia-Rodan-Alpy, w departamencie Loara.
Według danych na rok 1990 gminę zamieszkiwało 900 osób, a gęstość zaludnienia wynosiła 60 osób/km² (wśród 2880 gmin regionu Rodan-Alpy Lézigneux plasuje się na 839. miejscu pod względem liczby ludności, natomiast pod względem powierzchni na miejscu 771.).